# Nymphoides verrucosa
Nymphoides verrucosa är en vattenklöverväxtart som först beskrevs av E. Fries, och fick sitt nu gällande namn av A. Galán de Mera och G. Navarro. Nymphoides verrucosa ingår i släktet sjögullssläktet, och familjen vattenklöverväxter. Inga underarter finns listade i Catalogue of Life.